# Muhàmmad ibn Tàhir ibn Ibrahim al-Harithí
Muhàmmad ibn Tahir ibn Ibrahim al-Harithí (? - Sanaa, novembre/desembre de 1188) fou lloctinent ismaïlita (mustali-tayyibita) del Iemen, membre de la tribu al-Harith de la confederació dels Hamdan. Fou deixeble d'Ali ibn Husayn ibn Djafar ibn Ibrahim al-Walid a la mort del qual el 1159, el daï Ibrahim al-Hamidi el va nomenar segon daï mutlak junt amb el mateix fill d'Ibrahim, Hatim ibn Ibrahim. Mort Ibrahim el 1161 la dawa va quedar dirigida per Hatim i Muhammad va esdevenir primer daï mutlak. Amb el rang de madhun es va instal·lar a Sanaa com a representant del daï i tot i que la ciutat estava governada pel sultà hamdànida Ali ibn Hatim, enemic constant dels ismaïlites, Muhammad va actuar sense amargar-se. Quan la ciutat va caure en mans dels aiubites el 1173, organitzà als refugiats que es van establir amb els ismaïlites a Haraz. Va escriure Madjmu al-turbiya, en dos volums, obra clàssica de la literatura ismaïlita, i alguna altra obra.